# 阿拉伯聯合王國
阿拉伯聯合王國（英語：United Arab Kingdom），又稱海珊國王的聯邦計劃（阿拉伯語：المملك٩ العربية المتحدة ），是約旦國王海珊一世於1972年 3月15日在議會發表演說時提出的一項政治構想，企圖建立一個聯合約旦與巴勒斯坦的聯邦，使其成為阿拉伯聯邦地區的政治中心。海珊一世的演說在發表後不久就遭到以色列與巴勒斯坦官方的拒絕。

## 各方反應

### 巴勒斯坦
在巴勒斯坦解放組織的眼中，該計劃意味著結束巴勒斯坦戰爭並否定他們的目標。巴解組織執行委員會發表聲明表示強烈反對，該委員會在計劃宣布後立即召開會議：
只有巴勒斯坦人民，在自由的氛圍中，才能決定他們自己的事業和未來……這個「小團體」，經常與以色列討價還價，要求他成為其中的合作夥伴，以換取在耶路撒冷和三方的主權做出讓步，當然還有與以色列的和平，以及承認以色列的主權。
巴勒斯坦全國委員會進一步呼籲推翻海珊國王：「我們必須參與一場將約旦從屈從的保皇主義政權中解放出來的鬥爭，該政權是猶太復國主義有效統治東岸的面具，並充當猶太復國主義僱傭兵佔領巴勒斯坦領土的打手」。

## 脚注
1. ↑  .   [2023-04-03]. （原始内容存档于2023-08-20）.